# Alvarsnabblöpare
Alvarsnabblöpare (Thanatus atratus) är en spindelart som beskrevs av Simon 1875. Alvarsnabblöpare ingår i släktet Thanatus och familjen snabblöparspindlar. Arten är reproducerande i Sverige. Inga underarter finns listade i Catalogue of Life.